# Бейсбол в Венесуэле
Бейсбол в Венесуэле появился в начале XX века вместе с приходом в страну американских нефтяных компаний и стал одним из ведущих видов спорта. Профессиональная бейсбольная лига Венесуэлы была основана в 1945 году. Чемпионат проходит по системе осень-весна. Венесуэльская летняя лига появилась в 1997 году, в её состав входят команды, аффилированные с клубами MLB. Второй по рангу дивизион бейсбольных лиг в Венесуэле - Лига Паралела, в которой играют фарм-клубы команд элиты.
Венесуэльские команды семь раз побеждали в Карибской серии - высшем клубном соревновании в Латинской Америке. Сборная Венесуэлы по бейсболу трижды побеждала в Кубке мира, а также выиграла турнир на Панамериканских играх в 1959 году. В 2009 году сборная страны завоевала бронзовые награды Мировой бейсбольной классики.
С 1939 года в командах MLB выступало более 200 игроков. В 2004 году была основана премия Луис Апарисио Эворд, присуждаемая лучшему венесуэльскому игроку Главной лиги бейсбола по итогам опроса спортивных журналистов Венесуэлы и представителей испаноязычной прессы по всему миру. Трофей получил название в честь Луиса Апарисио - единственного венесуэльского игрока, зачисленного в Зал бейсбольной славы.

## Ведущие клубы
- Леонес дель Каракас
- Навегантес дель Магальянес
- Тигрес де Арагуа